# Генріх Меєрінг
Генріх Меєрінг (нім. Heinrich Meyering; 30 листопада 1919, Лер — 13 липня 2003, Лор-ам-Майн) — німецький льотчик-ас штурмової авіації. лейтенант люфтваффе (1 січня 1945). Кавалер Лицарського хреста Залізного хреста.

## Біографія
3 жовтня 1939 року вступив у 22-й авіаполк. Потім служив пілотом 2-ї ескадри пікіруючих бомбардувальників і 103-ї ескадри підтримки наземних військ, літав на Ju 87. Всього за час бойових дій здійсни 972 бойові вильоти. 10 травня 1945 року взятий в полон радянськими військами. 28 вересня 1949 року звільнений.

## Нагороди
- Нагрудний знак пілота
- Залізний хрест
  - 2-го класу (2 серпня 1942)
  - 1-го класу (28 серпня 1942)
- Авіаційна планка бомбардувальника в золоті з підвіскою «900»
  - в бронзі (18 серпня 1942)
  - в золоті (17 вересня 1942)
  - підвіска «900» (24 січня 1943)
- Почесний Кубок Люфтваффе (23 жовтня 1942)
- Німецький хрест в золоті (15 січня 1943)
- Лицарський хрест Залізного хреста (6 квітня 1944) — як фельдфебель і пілот 3-ї ескадрильї 2-ї ескадри пікіруючих бомбардувальників за 895 бойових вильотів.